# Butiama
Butiama è una circoscrizione mista (mixed ward) della Tanzania situata nel distretto di Butiama, regione del Mara. Conta una popolazione di 19 217 abitanti (censimento 2012).